# Abierto de Estados Unidos 2012
El Abierto de Estados Unidos 2012 (o US Open) fue un evento de tenis disputado en superficie dura, siendo el cuarto y último torneo del Grand Slam del 2012. La 132.ª edición del Abierto de Estados Unidos se celebró entre el 27 de agosto y el 9 de septiembre de 2012, en el USTA Billie Jean King National Tennis Center de Flushing Meadows, Nueva York, Estados Unidos.

## Puntos y premios

### Distribución de puntos
A continuación se muestra una serie de tablas para cada evento que muestran los puntos en el ranking que se ofrecen para cada evento:

#### Puntos Senior
| Evento                   | Campeón | Final | Semifinales | Cuartos de final | Cuarta ronda | Tercera ronda | Segunda ronda | Primera ronda | Clasificado | Q3 | Q2 | Q1 |
| Individual de caballeros | 2000    | 1200  | 720         | 360              | 180          | 90            | 45            | 10            | 25          | 16 | 8  | 0  |
| Dobles de caballeros     | 2000    | 1200  | 720         | 360              | 180          | 90            | 0             | –             | 25          | –  | –  | –  |
| Individual de damas      | 2000    | 1400  | 900         | 500              | 280          | 160           | 100           | 5             | 60          | 50 | 40 | 2  |
| Dobles de damas          | 2000    | 1400  | 900         | 500              | 280          | 160           | 5             | –             | 60          | –  | –  | –  |

#### Puntos Junior
| Etapa                                   | Individual masculino | Dobles masculino | Individual femenino | Dobles femenino |
| --------------------------------------- | -------------------- | ---------------- | ------------------- | --------------- |
| Campeón                                 | 250                  | 180              | 250                 | 180             |
| Finalista                               | 180                  | 120              | 180                 | 120             |
| Semifinales                             | 120                  | 80               | 120                 | 80              |
| Cuartos de final                        | 80                   | 50               | 80                  | 50              |
| Segunda ronda                           | 50                   | 30               | 50                  | 30              |
| Primera ronda                           | 30                   | –                | 30                  | –               |
| Clasificado que pierde en primera ronda | 25                   | –                | 25                  | –               |
| Ronda final de clasificación            | 20                   | –                | 20                  | –               |

### Premios en dinero
| Evento       | Campeón    | Finalista | Semifinales | Cuartos de final | Cuarta ronda | Tercera ronda | Segunda ronda | Primera ronda | Q3     | Q2     | Q1     |
| Individuales | $1,900,000 | $950,000  | $475,000    | $237,500         | $120,000     | $65,000       | $37,000       | $23,000       | $8,638 | $5,775 | $3,000 |
| Dobles       | $420,000   | $210,000  | $105,000    | $50,000          | $26,000      | $16,000       | $11,000       | –             | –      | –      | –      |
| Dobles mixto | $150,000   | $70,000   | $30,000     | $15,000          | $10,000      | $5,000        | –             | –             | –      | –      | –      |

## Invitados
Los siguientes jugadores/as ingresaron al cuadro principal, tras una invitación (wild card):
| 1. James Blake 2. Lleyton Hewitt 3. Steve Johnson 4. Denis Kudla 5. Dennis Novikov 6. Guillaume Rufin 7. Robby Ginepri 8. Jack Sock | 1. Mallory Burdette 2. Julia Cohen 3. Olivia Rogowska 4. Victoria Duval 5. Nicole Gibbs 6. Bethanie Mattek-Sands 7. Kristina Mladenovic 8. Melanie Oudin |

| 1. Chase Buchanan / Bradley Klahn 2. Christian Harrison / Ryan Harrison 3. Steve Johnson / Jack Sock 4. Jurgen Melzer / Philipp Petzschner 5. Nicholas Monroe / Donald Young 6. Dennis Novikov / Michael Redlicki 7. Bobby Reynolds / Michael Russell | 1. Mallory Burdette / Nicole Gibbs 2. Kim Clijsters / Kirsten Flipkens 3. Samantha Crawford / Alexandra Kiick 4. Irina Falconi / Maria Sanchez 5. Madison Keys / Jessica Pegula 6. Grace Min / Melanie Oudin 7. Serena Williams / Venus Williams |

### Dobles mixto
1. Samantha Crawford /  Mitchell Krueger
2. Irina Falconi /  Steve Johnson
3. Varvara Lepchenko /  Donald Young
4. Nicole Melichar /  Brian Battistone
5. Grace Min /  Bradley Klahn
6. Melanie Oudin /  Jack Sock
7. Sloane Stephens /  Rajeev Ram

## Clasificados
Los/as siguientes jugadores/as ingresaron al cuadro principal disputando la clasificación (qualifier):
| 1. Igor Sijsling 2. Hiroki Moriya 3. Tim Smyczek 4. Guido Pella 5. Karol Beck 6. Grega Žemlja 7. Rhyne Williams 8. Maxime Authom 9. Bradley Klahn 10. Guido Andreozzi 11. Matthias Bachinger 12. Bobby Reynolds 13. Jimmy Wang 14. Ricardo Mello 15. Daniel Brands 16. Teimuraz Gabashvili Lucky Losers 1. Florent Serra | 1. Magdalena Rybarikova 2. Tatjana Malek 3. Nastassja Burnett 4. Samantha Crawford 5. Anastasia Rodionova 6. Lesia Tsurenko 7. Edina Gallovits-Hall 8. Johanna Konta 9. Kirsten Flipkens 10. Julia Glushko 11. Lara Arruabarrena-Vecino 12. Elina Svitolina 13. Olga Puchkova 14. Alla Kudryavtseva 15. Stefanie Vogele 16. Kristyna Pliskova Lucky Losers 1. Eleni Daniilidou |

## Cabezas de serie

### Individual Masculino
Los cabezas de serie masculinos son designados teniendo en cuenta el ranking ATP a 20 de agosto de 2012.
| N.º | Ranking | Tenista               | Puntos que defiende | Puntos ganados | Estado                                                |
| 1   | 1       | Roger Federer         | 720                 | 360            | Cuartos de final. Perdió ante Tomáš Berdych (6)       |
| 2   | 2       | Novak Djokovic        | 2000                | 1200           | Final. Perdió ante Andy Murray (3)                    |
| 3   | 4       | Andy Murray           | 720                 | 2000           | Campeón. Venció a Novak Djokovic (2)                  |
| 4   | 5       | David Ferrer          | 180                 | 720            | Semifinales. Perdió ante Novak Djokovic (2)           |
| 5   | 6       | Jo-Wilfried Tsonga    | 360                 | 45             | Segunda ronda. Perdió ante Martin Klizan              |
| 6   | 7       | Tomáš Berdych         | 90                  | 720            | Semifinales. Perdió ante Andy Murray (3)              |
| 7   | 8       | Juan Martín Del Potro | 90                  | 360            | Cuartos de final. Perdió ante Novak Djokovic (2)      |
| 8   | 9       | Janko Tipsarević      | 360                 | 360            | Cuartos de final. Perdió ante David Ferrer (4)        |
| 9   | 10      | John Isner            | 360                 | 90             | Tercera ronda. Perdió ante Philipp Kohlschreiber (19) |
| 10  | 11      | Juan Mónaco           | 180                 | 10             | Primera ronda. Perdió ante Guillermo García-López     |
| 11  | 12      | Nicolás Almagro       | 10                  | 180            | Cuarta ronda. Perdió ante Tomáš Berdych (6)           |
| 12  | 13      | Marin Čilić           | 90                  | 360            | Cuartos de final. Perdió ante Andy Murray (3)         |
| 13  | 14      | Richard Gasquet       | 45                  | 180            | Cuarta ronda. Perdió ante David Ferrer (4)            |
| 14  | 15      | Alexandr Dolgopolov   | 180                 | 90             | Tercera ronda. Perdió ante Stanislas Wawrinka (18)    |
| 15  | 16      | Milos Raonic          | 0                   | 180            | Cuarta ronda. Perdió ante Andy Murray (3)             |
| 16  | 17      | Gilles Simon          | 180                 | 90             | Tercera ronda. Perdió ante Mardy Fish (23)            |
| 17  | 18      | Kei Nishikori         | 10                  | 90             | Tercera ronda. Perdió ante Marin Čilić (12)           |
| 18  | 19      | Stanislas Wawrinka    | 45                  | 180            | Cuarta ronda. Se retiró ante Novak Djokovic (2)       |
| 19  | 20      | Philipp Kohlschreiber | 10                  | 180            | Cuarta ronda. Perdió ante Janko Tipsarević (8)        |
| 20  | 21      | Andy Roddick          | 360                 | 180            | Cuarta ronda. Perdió ante Juan Martín Del Potro (7)   |
| 21  | 22      | Tommy Haas            | 90                  | 10             | Primera ronda. Perdió ante Ernests Gulbis             |
| 22  | 23      | Florian Mayer         | 90                  | 10             | Primera ronda. Se retiró ante Jack Sock (WC)          |
| 23  | 24      | Mardy Fish            | 180                 | 180            | Cuarta ronda. No presentación ante Roger Federer (1)  |
| 24  | 25      | Marcel Granollers     | 90                  | 45             | Segunda ronda. Perdió ante James Blake (WC)           |
| 25  | 26      | Fernando Verdasco     | 90                  | 90             | Tercera ronda. Perdió Roger Federer (1)               |
| 26  | 27      | Andreas Seppi         | 10                  | 10             | Primera ronda. Perdió ante Tommy Robredo (PR)         |
| 27  | 28      | Sam Querrey           | 0                   | 90             | Tercera ronda. Perdió ante Tomáš Berdych (6)          |
| 28  | 29      | Mijaíl Yuzhny         | 10                  | 10             | Primera ronda. Perdió ante Gilles Muller              |
| 29  | 30      | Viktor Troicki        | 10                  | 10             | Primera ronda. Perdió ante Cedrik-Marcel Stebe        |
| 30  | 31      | Feliciano López       | 90                  | 90             | Tercera ronda. Perdió ante Andy Murray (3)            |
| 31  | 32      | Julien Benneteau      | 90                  | 90             | Tercera ronda. Perdió ante Novak Djokovic (2)         |
| 32  | 33      | Jeremy Chardy         | 0                   | 90             | Tercera ronda. Perdió ante Martin Klizan              |

### Bajas
| Ranking | Tenista             | Puntos que defiende | Puntos ganados | Razón                                  |
| 3       | Rafael Nadal        | 1200                | 0              | Síndrome de Hoffa                      |
| 41      | Gael Monfils        | 45                  | 0              | Lesión en la rodilla                   |
| 45      | David Nalbandián    | 90                  | 0              | Desgarro abdominal                     |
| 66      | Juan Carlos Ferrero | 180                 | 0              |                                        |
| 117     | Juan Ignacio Chela  | 90                  | 0              | Inflamación en los tendones de aquiles |

### Individual Femenino
Los cabezas de serie femeninos son designados teniendo en cuenta los puntos del ranking WTA a 20 de agosto de 2012.
| N.º | Ranking | Tenista                   | Puntos que defiende | Puntos ganados | Resultado                                           |
| 1   | 1       | Victoria Azarenka         | 160                 | 1400           | Final. Perdió ante Serena Williams (4)              |
| 2   | 2       | Agnieszka Radwanska       | 100                 | 280            | Cuarta ronda. Perdió ante Roberta Vinci (20)        |
| 3   | 3       | María Sharápova           | 160                 | 900            | Semifinales. Perdió ante Victoria Azarenka (1)      |
| 4   | 4       | Serena Williams           | 1400                | 2000           | Campeona. Venció a Victoria Azarenka (1)            |
| 5   | 5       | Petra Kvitova             | 5                   | 280            | Cuarta ronda. Perdió ante Marion Bartoli (11)       |
| 6   | 6       | Angelique Kerber          | 900                 | 280            | Cuarta ronda. Perdió ante Sara Errani (10)          |
| 7   | 7       | Samantha Stosur           | 2000                | 500            | Cuartos de final. Perdió ante Victoria Azarenka (1) |
| 8   | 8       | Caroline Wozniacki        | 900                 | 5              | Primera ronda. Perdió ante Irina-Camelia Begu       |
| 9   | 9       | Na Li                     | 5                   | 160            | Tercera ronda. Perdió ante Laura Robson             |
| 10  | 10      | Sara Errani               | 5                   | 900            | Semifinales. Perdió ante Serena Williams (4)        |
| 11  | 11      | Marion Bartoli            | 100                 | 500            | Cuartos de final. Perdió ante María Sharápova (3)   |
| 12  | 12      | Ana Ivanovic              | 280                 | 500            | Cuartos de final. Perdió ante Serena Williams (4)   |
| 13  | 13      | Dominika Cibulkova        | 100                 | 160            | Tercera ronda. Perdió ante Roberta Vinci (20)       |
| 14  | 14      | María Kirilenko           | 280                 | 160            | Tercera ronda. Perdió ante Andrea Hlavackova        |
| 15  | 17      | Lucie Safarova            | 160                 | 160            | Tercera ronda. Perdió ante Nadia Petrova (19)       |
| 16  | 19      | Sabine Lisicki            | 280                 | 5              | Primera ronda. Perdió ante Sorana Cirstea           |
| 17  | 20      | Anastasiya Pavliuchenkova | 500                 | 100            | Segunda ronda. Perdió ante Kristina Mladenovic (WC) |
| 18  | 21      | Julia Görges              | 160                 | 5              | Primera ronda. Perdió ante Krystina Pliskova (Q)    |
| 19  | 22      | Nadia Petrova             | 160                 | 280            | Cuarta ronda. Perdió ante María Sharápova (3)       |
| 20  | 23      | Roberta Vinci             | 160                 | 500            | Cuartos de final. Perdió ante Sara Errani (10)      |
| 21  | 24      | Christina McHale          | 160                 | 5              | Primera ronda. Perdió ante Kiki Bertens             |
| 22  | 25      | Francesca Schiavone       | 280                 | 5              | Primera ronda. Perdió ante Sloane Stephens          |
| 23  | 26      | Kim Clijsters             | 0                   | 100            | Segunda ronda. Perdió ante Laura Robson             |
| 24  | 27      | Klara Zakopalova          | 5                   | 5              | Primera ronda. Perdió ante Andrea Hlavackova        |
| 25  | 28      | Yanina Wickmayer          | 100                 | 100            | Segunda ronda. Perdió ante Pauline Parmentier       |
| 26  | 29      | Monica Niculescu          | 280                 | 5              | Primera ronda. Perdió ante Ayumi Morita             |
| 27  | 30      | Anabel Medina Garrigues   | 160                 | 5              | Primera ronda. Perdió ante Lucie Hradecka           |
| 28  | 32      | Zheng Jie                 | 100                 | 160            | Tercera ronda. Perdió ante Victoria Azarenka (1)    |
| 29  | 33      | Tamira Paszek             | 5                   | 5              | Primera ronda. Perdió ante Olga Govortsova          |
| 30  | 34      | Jelena Jankovic           | 160                 | 160            | Tercera ronda. Perdió ante Agnieszka Radwanska (2)  |
| 31  | 35      | Varvara Lepchenko         | 5                   | 160            | Tercera ronda. Perdió ante Samantha Stosur (7)      |
| 32  | 36      | Peng Shuai                | 280                 | 5              | Primera ronda. Perdió ante Yelena Vesnina           |

### Bajas
| Ranking | Tenista             | Puntos que defiende | Puntos ganados | Razón                          |
| 15      | Kaia Kanepi         | 100                 | 0              | Lesión en el tendón de Aquiles |
| 16      | Vera Zvonareva      | 500                 | 0              | Enfermedad viral               |
| 18      | Flavia Pennetta     | 500                 | 0              | Lesión en la muñeca derecha    |
| 31      | Petra Cetkovská     | 100                 | 0              | Lesión en el tobillo derecho   |
| 48      | Svetlana Kuznetsova | 280                 | 0              |                                |
| 104     | Elena Baltacha      | 100                 | 0              |                                |

## Campeones defensores
| Modalidad                   | Campeón 2011                     | Campeón 2012                         |
| Individual masculino        | Novak Djokovic                   | Andy Murray                          |
| Individual femenino         | Samantha Stosur                  | Serena Williams                      |
| Dobles masculino            | Jurgen Melzer Philipp Petzschner | Bob Bryan Mike Bryan                 |
| Dobles femenino             | Lisa Raymond Liezel Huber        | Sara Errani Roberta Vinci            |
| Dobles mixto                | Melanie Oudin Jack Sock          | Yekaterina Makarova Bruno Soares     |
| Individual junior masculino | Oliver Golding                   | Filip Peliwo                         |
| Individual junior femenino  | Grace Min                        | Samantha Crawford                    |
| Dobles junior masculino     | Robin Kern Julian Lenz           | Kyle Edmund Frederico Ferreira Silva |
| Dobles junior femenino      | Irina Khromacheva Demi Schuurs   | Gabrielle Andrews Taylor Townsend    |

## Eventos
- El campeón 2010 y el finalista 2011, Rafael Nadal se retiró del torneo debido a una lesión en la rodilla.

- La finalista 2010, Vera Zvonareva también se retiró del torneo debido a una enfermedad.

- Dos ex n.º 1 y campeones del US Open terminaron sus carreras después del Abierto de EE. UU. este año. La tres veces campeona de damas, Kim Clijsters sufrió su primera derrota después de 22 partidos ganados consecutivamente en Flushing Meadows, cuando fue derrotada en segunda ronda por Laura Robson. Esta pérdida marcó el final de la carrera profesional de individuales de Clijsters. El estadounidense Andy Roddick, que ganó en 2003 el certamen, se retiró del tenis profesional con su derrota ante el campeón 2009, Juan Martín del Potro en cuarta ronda.

- Laura Robson siguió impresionando tras vencer a Clijsters, con una victoria en tercera ronda contra Li Na, por lo que llegó a la cuarta ronda de un torneo de Grand Slam por primera vez.

- El 3 de septiembre, John Isner y Philipp Kohlschreiber terminaron su partido a las 2:26 a. m., superando el récord de 1993 de Mats Wilander / Mikael Pernfors para ser el último partido de la historia que termina para una jornada en el torneo.

- Serena Williams ganó 23 juegos consecutivos desde el 4-4 del primer set contra Yekaterina Makarova en la tercera ronda, hasta el 3-0 en el primer set ante Ana Ivanovic en los cuartos de final.

- Después de 17 torneos de Grand Slam consecutivos sin una aparición en cuartos de final, Ana Ivanovic llegó a esta etapa por primera vez desde que ganó el Abierto de Francia 2008. También son sus primeros cuartos de final del Abierto de EE. UU.

- Junto con Ivanovic, Marion Bartoli y Roberta Vinci también avanzaron a sus primeros cuartos de final del Abierto de EE. UU.

- María Sharápova regresó a las semifinales por primera vez desde 2006, mientras que Victoria Azarenka y Sara Errani avanzaron a su primera semifinal del Abierto de EE. UU.

- En el cuadro masculino, Tomáš Berdych avanzó a sus primeros cuartos de final del Abierto de EE. UU. en virtud de su victoria en tres sets ante Nicolás Almagro en la cuarta ronda. Luego avanzó a las semifinales después de derrotar al cinco veces campeón del Abierto de EE. UU. Roger Federer en los cuartos de final. Esta fue la primera vez desde 2003 que Federer no logró llegar a las semifinales o mejor en Flushing Meadows.
  - La derrota de Federer, significó que, por primera vez desde el Abierto de Francia 2004, ni Federer o Rafael Nadal se presentan a una semifinal de un Grand Slam.

- Andy Murray alcanzó su segunda final del Abierto de EE. UU. en virtud de su victoria en cuatro sets ante Berdych en las semifinales.

- La final femenina entre Victoria Azarenka y Serena Williams se ha aplazado hasta el domingo, debido a las inclemencias del tiempo, por cuarta vez en cinco años.

- La segunda semifinal de hombres entre David Ferrer y Novak Djokovic también se ha pospuesto hasta el domingo, también debido a las inclemencias del tiempo, con la final de los hombres que se jugará el lunes por quinto año consecutivo.

- Serena Williams avanzó a su segunda final consecutiva del Abierto de EE. UU., y a su sexta en total. Ella derrotó a Victoria Azarenka en la primera final del certamen estadounidense que se decidió en tres sets desde 1995.
  - Azarenka perdió la oportunidad de convertirse en la primera cabeza de serie en ganar un título de Grand Slam, desde que Justine Henin lo hiciera en 2007 al ganar el Abierto de EE. UU.

- Andy Murray venció en la final masculina al serbio Novak Djokovic en cinco sets. Este partido constituyó el tercera final más larga en la historia del torneo después de las disputadas entre Mats Wilander e Ivan Lendl en 1987 y 1988.
  - Murray se convirtió en el primer británico en ganar un Grand Slam desde 1936, cuando Fred Perry hizo lo propio en este mismo torneo.
  - Con su triunfo, el escocés se convirtió en apenas la cuarta persona en haber ganado tanto título junior como el senior en su carrera deportiva, después de Stefan Edberg, Lindsay Davenport y Andy Roddick.
  - Con su derrota, Djokovic se negó la posibilidad de haber obtenido la mayor cantidad de dinero por quedar campeón en un torneo en la historia de tenis. La cifra pudo haber ascendido a los $2.900.000

## Senior

### Individuales masculino
Andy Murray venció a  Novak Djokovic por 7-6(12-10), 7-5, 2-6, 3-6, 6-2.

### Individuales femenino
Serena Williams venció a  Victoria Azarenka por 6-2, 2-6, 7-5.

### Dobles masculino
Bob Bryan /  Mike Bryan vencieron a  Leander Paes /  Radek Štěpánek por 6-3, 6-4.

### Dobles femenino
Sara Errani /  Roberta Vinci vencieron a  Andrea Hlavackova /  Lucie Hradecka por 6-4, 6-2.

### Dobles mixtos
Yekaterina Makarova /  Bruno Soares vencieron a  Kveta Peschke /  Marcin Matkowski por 6-7(8-10), 6-1, 12-10.

## Junior

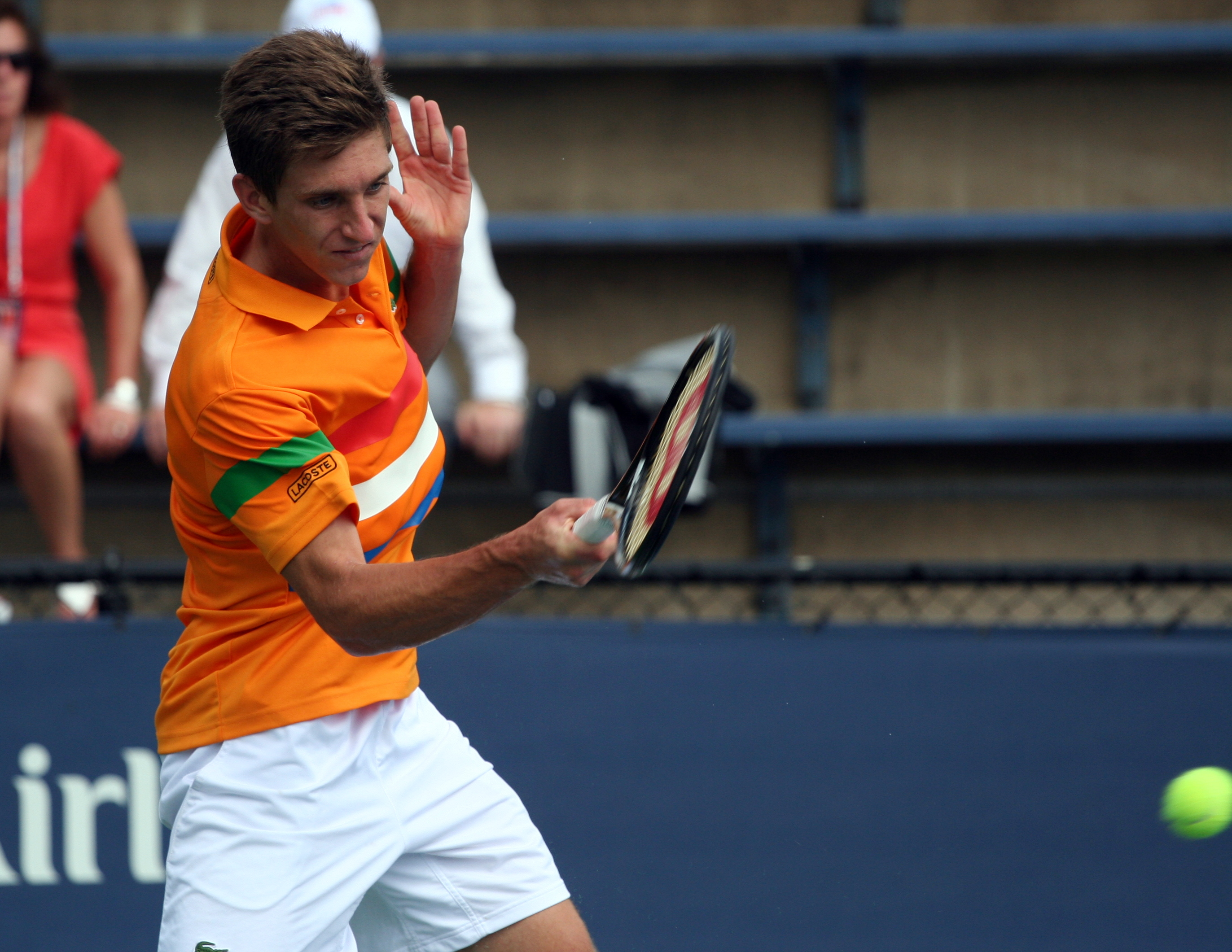
Filip Peliwo 2012.

### Individuales masculino
Filip Peliwo venció a  Liam Broady por 6-2, 2-6, 7-5.

### Individuales femenino
Samantha Crawford venció a  Anett Kontaveit por 7-5, 6-3.

### Dobles masculinos
Kyle Edmund /  Frederico Ferreira Silva vencieron a  Nick Kyrgios /  Jordan Thompson por 5-7, 6-4, 10-6.

### Dobles femenino
Gabrielle Andrews /  Taylor Townsend vencieron a  Belinda Bencic /  Petra Uberalová por 6-4, 6-3.